# Glen A. Larson
Glen Albert Larson (Long Beach, 3 januari 1937 – Santa Monica, 14 november 2014) was een Amerikaans schrijver van televisieseries en televisieproducent. Hij is verantwoordelijk voor het schrijven en produceren van diverse bekende televisieseries tussen 1963 en het begin van de 21e eeuw.
Hij was getrouwd met de producente en actrice Janet Curtis-Larson tot het jaar 2000 en heeft met haar twee kinderen.
Larson overleed op 77-jarige leeftijd aan de gevolgen van slokdarmkanker.
Zijn televisieproducties worden gekenmerkt door een aantal overeenkomsten:
- Op de familie georiënteerd amusement, vaak met betrekking tot technologie.
- Vaak cameo's van "beroemde" sterren.
- Het gebruik van dezelfde acteurs voor personages.

## Werk

### Als producent
- Knight Rider (2008), tv-serie (uitvoerend producent)
- Battlestar Galactica (2004), tv-serie (raadgevend producent)
- Battlestar Galactica (2003), (mini) tv-serie (raadgevend producent)
- Millennium Man (1999), tv-serie (uitvoerend producent)
- Darwin Conspiracy (1999), tv-serie (uitvoerend producent)
- Team Knight Rider (1997), tv-serie (uitvoerend producent)
- One West Waikiki (1994), tv-serie (uitvoerend producent)
- P.S.I. Luv U (1991), tv-serie (uitvoerend producent)
- Chameleons (1989), tv-serie (uitvoerend producent)
- The Road Raiders (1989), tv-serie (uitvoerend producent)
- The Highwayman (1988), tv-serie (uitvoerend producent)
- In Like Flynn (1985), tv-serie (uitvoerend producent)
- Cover Up (1984), tv-serie (uitvoerend producent)
- Automan (1983), tv-serie (uitvoerend producent)
- Manimal (1983), tv-serie (producent)
- Knight Rider (1982), tv-serie (uitvoerend producent)
- Rooster (1982), tv-serie (uitvoerend producent)
- Terror at Alcatraz (1982), tv-serie (uitvoerend producent)
- The Fall Guy (1981), tv-serie (uitvoerend producent)
- Fitz and Bones (1981), tv-serie (uitvoerend producent)
- Magnum P.I. (1980), tv-serie (uitvoerend producent) (1980)
- Nightside (1980), tv-serie (uitvoerend producent)
- The Murder That Wouldn't Die (1980), tv-serie (uitvoerend producent)
- Galactica 1980 (1980), tv-serie (uitvoerend producent)
- Buck Rogers in the 25th Century (1979), tv-serie (uitvoerend producent)
- The Misadventures of Sheriff Lobo (1979), tv-serie (uitvoerend producent)
- Buck Rogers in the 25th Century (1979), tv (uitvoerend producent)
- B.J. and the Bear (1979), tv-serie (uitvoerend producent)
- A Double Life (1978), tv-serie (uitvoerend producent)
- Mission Galactica: The Cylon Attack (1978), tv (uitvoerend producent)
- BJ and the Bear (1978), tv (uitvoerend producent)
- Battlestar Galactica (1978), tv-serie (uitvoerend producent)
- Battlestar Galactica (1978), tv (uitvoerend producent)
- The Islander (1978), tv (producent)
- Sword of Justice (1978), tv-serie (uitvoerend producent, producent)
- Evening in Byzantium (1978), tv (uitvoerend producent)
- The Hardy Boys Mysteries (1977), tv-serie (uitvoerend producent)
- The Hardy Boys/Nancy Drew Mysteries (1977), tv-serie (uitvoerend producent)
- Benny and Barney: Las Vegas Undercover (1977), tv (producent)
- Quincy (1976), tv-serie (uitvoerend producent) 
  - .... ook wel Quincy, M.E.
- Switch (1975), tv-serie (uitvoerend producent)
- Switch (1975), tv (producent)
- Get Christie Love (1974), tv-serie (uitvoerend producent)
- The Six Million Dollar Man (1973), tv-serie (uitvoerend producent)
- The Six Million Dollar Man: Wine, Women and War (1973), tv (uitvoerend producent)
- Alias Smith and Jones (1971), tv-serie (uitvoerend producent)
- Alias Smith and Jones (1971), tv (producent)
- The Virginian (1962), tv-serie (uitvoerend producent) (1970-71)
- McCloud (1970), tv-serie (uitvoerend producent) (producent)
- It Takes a Thief (1968), tv-serie (assistent producent)

### Als schrijver
- Knight Rider (2008), tv-serie (bedenker, schrijver)
- Battlestar Galactica (2004), tv-serie (eerste script)
- Battlestar Galactica (2003), (mini) tv-serie (eerste script)
- Millennium Man (1999), tv-serie (schrijver)
- Darwin Conspiracy (1999), tv-serie (schrijver)
- NightMan (1997), tv-serie
- One West Waikiki (1994), tv-serie (bedenker, schrijver)
- Staying Afloat (1993), tv-serie (verhaal) (als Glen Larson)
- Chameleons (1989), tv-serie
- The Road Raiders (1989), tv-serie (verhaal)
- The Highwayman (1988), tv-serie (schrijver)
- Automan (1983), tv-serie (bedenker)
- Manimal (1983), tv-serie (bedenker)
- Knight Rider (1982), tv-serie (bedenker, schrijver)
- Rooster (1982), tv-serie
- Terror at Alcatraz (1982), tv-serie (script)
- The Fall Guy (1981), tv-serie (bedenker, schrijver)
- Conquest of the Earth (1980), tv-serie
  - .... ook wel Galactica III: Conquest of the Earth (videotitel)
- Magnum P.I. (1980), tv-serie (bedenker)
- Nightside (1980), tv (script)
- The Murder That Wouldn't Die (1980), tv
- Buck Rogers in the 25th Century (1979), tv-serie (bedenker)
- A Double Life (1978), tv
- Mission Galactica: The Cylon Attack (1978), tv
- BJ and the Bear (1978), tv
- Battlestar Galactica (1978), tv-serie (bedenker, schrijver)
- The Islander (1978), tv
- Sword of Justice (1978), tv-serie (schrijver)
- Evening in Byzantium (1978), tv
- The Hardy Boys/Nancy Drew Mysteries (1977), tv-serie (verhaal) (script)
- Benny and Barney: Las Vegas Undercover (1977), tv
- Quincy (1976), tv-serie (bedenker)
- Switch (1975), tv-serie (schrijver) (episode "The Old Diamond Game")
- Switch (1975), tv
- Get Christie Love (1974), tv-serie (schrijver)
- The Six Million Dollar Man: Wine, Women and War (1973), tv
- Alias Smith and Jones (1971), tv-serie (schrijver)
- Alias Smith and Jones (1971), tv (schrijver)
- McCloud (1970), tv-serie (schrijver)
- It Takes a Thief (1968), tv-serie (schrijver)
- Twelve O'Clock High (1964), tv-serie (1 episode)
- The Fugitive (1963), tv-serie (schrijver)

### Als regisseur
- NightMan (1997), tv
- Chameleons (1989), tv
- Switch (1975), tv-serie
- Get Christie Love (1974), tv-serie
- It Takes a Thief (1968), tv-serie